# 阿朗布爾鱷
阿朗布爾鱷（屬名：Arambourgisuchus）屬於鱷形超目森林鱷科，生存於古新世的摩洛哥，化石是在法國與摩洛哥的合作之下，在2000年發現於西迪徹納恩地區，並在2005年由古生物學家Stéphane Jouve所敘述。
模式種為胡里卜蓋阿朗布爾鱷（A. khouribgaensis），也是唯一的種；屬名以Camille Arambourg教授為名，而種名是以發現模式標本的胡里卜蓋鎮為名。

## 化石材料
目前已經發現四個阿朗布爾鱷的標本：
- OCP DEK-GE 300（模式標本）：一個幾乎完整但被壓碎的頭顱骨，缺乏喙部的前部。
- OCP DEK-GE 18：一個幾乎完整但被壓碎的頭顱骨，包含下頜。
- OCP DEK-GE 269：下頜聯合的前部，兩側各有5到6個齒槽。
- OCP DEK-GE 1200：下頜聯合最前部。

胡里卜蓋阿朗布爾鱷被發現於磷礦層中，位於Ouled Abdoun盆地的西迪徹納恩地區，年代為晚古新世的坦尼特階。

## 分類系統
胡里卜蓋阿朗布爾鱷屬於森林鱷科，是根據以下共有衍徵：
- 枕骨粗隆部的存在。
- 上顳孔較大，且長度大於寬度。

根據Jouve等人在2005年的研究，阿朗布爾鱷可能是其中最衍化的物種之一，但缺乏更好的化石材料，而不能做出較準確的屬性定義。

## 古生物學
就比例而言，胡里卜蓋阿朗布爾鱷的頭顱骨是森林鱷科中最長的一個，長度為1公尺。牠們的牙齒銳利、大而強壯，但在數量上少於磷礦森林鱷的牙齒。
如同其他森林鱷科動物，胡里卜蓋阿朗布爾鱷是海生掠食者。

## 外部連結
- Jouve等人在2005年的研究 （页面存档备份，存于） (Pdf檔)